# Камерный балет
Камерный балет — это небольшая труппа, в репертуаре которой классические и современные постановки, существующая чаще всего, как антрепризная.
Камерный балет происходит от английского англ. chamber и французского фр. chambre, что в переводе означает комната — небольшое по масштабам помещение. Произведения исполняются в небольшом концертном зале или театре несколькими голосами, на нескольких инструментах и предназначены для небольшого, узкого круга слушателей, зрителей . По-французски это звучало, как Musique de chambre, Orchestre de chambre.
Камерный театр существовал в семье Юсуповых в их доме на Мойке, по форме он был точной копией Большого театра, но по размеру зал был рассчитан на 150 мест, а в доме была также акустическая музыкальная гостиная и зал для приёмов, где оркестр располагался на втором этаже.
В 1910 году  по инициативе графа Александра Дмитриевича Шереметева в доме на углу Невского и Большой Морской улицы (ныне Невский пр-т, дом 16) был создан домашний театр, состоящий из камерного оркестра и хора.  
В Эрмитаже также был небольшой театр — Эрмитажный, в котором давались представления, в наше время это одна из любимых площадок артистов Мариинского театра.
Благодаря историческому наследию в наши дни проводится Международный музыкальный фестиваль «Дворцы Санкт-Петербурга» , во время которого звучит классическая музыка в Екатерининском, Большом Петергофском, Меншиковском дворцах, а также в Эрмитажном театре, в Мариинском, Михайловском, Мраморном, Шереметьевском дворцах, в Юсуповском дворце на Мойке и дворце Юсупова на Фонтанке 

## Камерный балет
- «Московский Камерный балет» Касьяна Голейзовского — собственная профессиональная балетная студия, организованная К. Я. Голейзовским в 1916 году, в которой, осмысляя опыт смежных искусств, реформ А. Дункан, А. А. Горского, М. М. Фокина, он создавал собственную эстетическую программу. С 1918 года в труппу влились и артисты Большого театра.

- «Санкт-Петербургский Маленький балет» — первая петербургская частная балетная труппа, под руководством Андрея Кузнецова, с 1991 по 1995 годы, в которой были поставлены спектакли: «Цикады» (1992), «Три грезы» (1993), «Подлинная история Красной Шапочки» (1995).

## Камерный театр
К камерному театру можно отнести «Интимный театр», созданный в 1910 году Всеволодом Мейерхольдом и Николаем Кульбиным, в котором Касьян Голейзовский поставил балетные спектакли «Выбор невесты» и «Козлоногие», также он ставил спектакли в небольшом камерном театре — Мамонтовском театре миниатюр.
В 1908 году Никитой Балиевым был создан московский театр-кабаре
«Летучая мышь», который он возродил уже в эмиграции, в 1919 году. Театральный режиссёр Григорий Гурвич в 1988 году создал профессиональный театр «Летучая мышь», который находился на Гнездиковском переулке. В театре играли и пели одарённые актёры, но Гурвич рано ушёл из жизни.
В Петербурге с 1906 по 1931 годы давал спектакли в жанре пародии театр малых форм «Кривое зеркало». (Одновременно идею похожего театра разрабатывал Мейерхольд в театре «Лукоморье». 5 декабря 1908 в особняке князя Н. Юсупова на Литейном проспекте состоялось представление двух театров. Для спектаклей «Лукоморья» было определено время с 8 до 12 вечера; для «Кривого зеркала» — с 12 до 3 ночи.).
Камерный театр был создан А. Я. Таировым, в котором первый спектакль «Сакунтала» был показан 12 декабря 1914 года.
Камерный музыкальный театр Бориса Покровского, которым он руководил до конца своих дней, был создан в 1972 году, находится он на Никольской улице.
Театр на Литейном раньше назывался «Кривой Джимми».
Для московского театра «Кривой Джимми», которым руководил конферансье А. Г. Алексеев, Касьян Голейзовский поставил пластическую интермедию «Бурлаки», на тему картины Репина, которая «оживала» под песню «Эй, ухнем!». В «Кривом Джимми» шли постановки «Фокс-Тротт», с Е. Ленской и Оболенским, «Шумит ночной Марсель», исполняемый И. Лентовским и Е. Ленской, а также «Танец смерти», «Новый эксцентрический танец», «Венгерский танец», «Хореографическая скороговорка», «Чемпионат фокстрота». А также «Полишинель» и «Любовь Паяца» (на музыку Р. Дриго), «Юмореска» (С. Рахманинова) и «En Orange» (Юргенсона).
В подвальном этаже здания в Большом Гнездниковском переулке сначала находился театр-кабаре «Летучая мышь», а затем «Кривой Джимми», который был переименован в «Театр Сатиры» . Затем, следуя истории, воссоздан театр «Летучая мышь». В наше время в этом уютном помещении работает Учебный театр РАТИ (ГИТИС).
Камерным театром Соломона Михоэлса с 1925 года по 1950 год назывался — Московский государственный еврейский театр (ГОСЕТ),
Камерный еврейский музыкальный театр имел свою творческую жизнь с 1977 года по 1985 год, благодаря стараниям  Юрия Шерлинга.

## Определение
- Камерный театр, в котором может быть представлен Камерный балет не стоит путать с Театром миниатюр, в котором спектакли лаконичны, они созданы артистами, работающими над малыми формами, пьесами, рассчитанными на небольшую аудиторию[10]. Тогда как «камерный балет» может быть и полноценным спектаклем, таким как «Жизель», с сокращённым кордебалетом и оркестром. В то же время, определения «Театр миниатюр» и «Интимный театр» относятся к форме «камерного театра», так как они небольшие по форме.